# Gasparone
Gasparone es una opereta en tres actos con música de Carl Millöcker y libreto en alemán de Friedrich Zell (seudónimo de Camillo Walzel) y Richard Genée. Fue estrenada el 26 de enero de 1884 en el Theater an der Wien de Viena.

## Historia interpretativa
Poco después de su estreno absoluto la obra se interpretó en el Friedrich-Wilhelmstädtisches Theater de Berlín (26 de septiembre de 1884). Al año siguiente llegó a Nueva York, primero en su versión original (vista en el Thalia Theater) y después en una adaptación al inglés (estrenada en el Standard Theatre, donde se repuso en 1887).
La opereta fue dada a conocer al público hispanoparlante en, al menos, dos versiones. Luis Mariano de Larra (que firmó con el seudónimo de Antonio López Ayllón) la adaptó como zarzuela en tres actos bajo el título de José María; el estreno de dicha versión se produjo en el Teatro Circo de Price de Madrid el 6 de febrero de 1888. Una segunda adaptación, en este caso conservando el título original y la denominación genérica de opereta, vio la luz en el Teatro Arbeu de la Ciudad de México el 17 de junio de 1893; su texto estaba firmado por Francisco Javier Osorno.
El compositor revisó repetidas veces la obra desde su estreno, pudiéndose contabilizar hasta ocho versiones. Sin embargo, la versión más frecuentemente representada fue la que prepararon el compositor Ernst Steffan y el libretista Paul Knefler en 1932. En esta versión se incluye la romanza "Dunkelrote Rosen" que Millöcker había escrito como un terceto para su opereta Der Vizeadmiral (1886). Ernst Steffan amplió el número y Paul Knefler escribió nuevos cantables. No obstante, como Andrew Lamb ha destacado, esta revisión introdujo nuevo material pero "redujo la eficacia de las estructuras de ópera cómica desarrolladas por Millöcker" en un intento de adaptarse al gusto de los años 30.

## Argumento
Lugar de la acción: Siracusa, Sicilia.
Época de la acción: Hacia 1820.

### Acto I
Plaza con un bar en un extremo y el Etna al fondo
El personaje que da título a la obra es un célebre cabecilla de bandoleros que causa estragos con su banda en los Abruzos, en la Italia continental. Se inspira en Antonio Gasbarrone (1793-1882) un bandolero italiano real. Gasparone no aparece en ningún momento de la opereta aunque se le menciona con frecuencia. Benozzo, el dueño de una taberna del puerto difunde con vehemencia el rumor de que Gasparone ha elegido Sicilia como base de operaciones. Su objetivo es mantener distraída a la policía de sus actividades al frente de una banda de contrabandistas.
El conde Erminio von Saluzzo ha llegado a la isla para realizar estudios geológicos sobre el Etna. Cuando conoce a la bella condesa Carlotta se enamora instantáneamente. Para deshacerse de su ama Zenobia, el conde planea que Carlotta sea atacada y secuestrada por los contrabandistas, para después él mismo escenificar su liberación y aparecer como su salvador a ojos de su amada.
Al alcalde Baboleno Nasoni, no muy despierto, se le engaña con facilidad. Aprovecha de inmediato el chivatazo de Benozzo sobre el supuesto paradero de Gasparone para localizar al ladrón con ayuda de algunos policías. Cuando conoce al conde Erminio sospecha que se trata de su ladrón. Sin embargo, el hecho de que Carlotta haya mostrado su interés no le caba de encajar en sus planes. La bella condesa se ha convertido en la dueña de un castillo señorial y de una fortuna de un millón de cequíes en metálico, consecuencia de un pleito que la ha favorecido, aunque ella todavía no sepa el resultado del mismo. Nasoni espera casar a Carlotta con su hijo Sindulfo haciéndole creer que solo él desde su puesto de alcalde puede lograr influir positivamente en que el pleito se resuelva a su favor. La condesa por gratitud acepta casarse con Sindulfo a pesar de no sentir nada por él.

### Acto II
Salón en el castillo
En una inteligente jugada el conde Erminio ha hecho que la banda de contrabandistas secuestre a Sindulfo como una farsa. Benozzo visita a la condesa en su castillo mostrándole una carta de petición de 10000 cequíes de rescate supuestamente escrita por Gasparone. La condesa entrega la suma para que se la haga llegar al secuestrador. Cuando Benozzo abandona el castillo se espera el regreso del liberado Sindulfo. Pero Benozzo regresa solo porque la suma resulta insuficiente para Gasparone que quiere otro tanto de nuevo. Como Carlotta sigue considerando que el alcalde es la garantía de salvación de su fortuna familiar está dispuesta a hacer ese sacrificio para liberar a su hijo.
El conde Erminio quiere continuar evitando que su amada se case con el desaparecido hijo del alcalde. Solo encuentra una salida para ello: penetrar en la casa de Carlotta robándole su fortuna para que Nasoni y Sindulfo dejen de interesarse por la condesa ahora empobrecida. Lleva a cabo el plan y Carlotta siente una amarga decepción cuando reconoce en Erminio a un ladrón, a pesar de lo cual no pierde su simpatía por él.

### Acto III
Plaza del ayuntamiento en Siracusa
Sindulfo, que ha recuperado su libertad, quiere organizar sus esponsales con Carlotta cuanto antes. Pero ella está siendo interrogada por la policía acerca del robo que sufrió por la noche. Describe al ladrón con tan poca fidelidad que es imposible deducir que es Erminio. El conde por su parte constata que la declaración de Carlotta muestra que le sigue gustando a pesar del robo. Cree entonces que ha llegado el momento de descubrirse. Se muestra como el hijo del Ministro del Interior y le asegura que se hizo pasar por ladrón para proteger a la condesa de un complot.
De pronto el mesonero Benozzo se acerca afirmando que el destino ha querido que Gasparone le envíe un mensaje con los 10000 cequíes robados. Estos los devuelve aunque se queda con el millón para comenzar una nueva vida en el continente. En Sicilia las cosas se le estaban poniendo cada vez más difíciles teniendo que esconderse constantemente del diligente alcalde Nasoni.
Cuando Erminio quiere entregar al alcalde un paquete como regalo con motivo de la próxima boda de su hijo con la condesa, el alcalde lo rechaza de forma bruca. Si Carlotta ha perdido su riqueza ya no puede ser su nuera. La condesa acepta por su parte agradecida el paquete, cuyo contenido observan con curiosidad Nasoni y Sindulfo mientras ella lo abre. La sorpresa de ambos será extrema cuando comprueben que el contenido del paquete es el millón robado. La opereta termina con el consabido final feliz, al darse Carlotta y Erminio un beso de compromiso.

## Principales números musicales
- Terceto de Carlotta, Nasoni y Zenobia "Wie freu ich mich, dass Sie noch hier!“
- Dúo de Carlotta y Erminio en el final del Acto I "Hört von ferne das Geschrei!“
- Couplets de Zenobia "Der Blick von diesem Ungeheuer – Es gibt ja keine Männer mehr!“
- Escena y dúo de Carlotta y Erminio "Dunkel breitet sich über das Meer“
- Vals cantado de Benozzo "Er soll dein Herr sein! Wie stolz das klingt!“
- Romanza de Erminio "Dunkelrote Rosen bring‘ ich, schöne Frau“ (a partir del terceto "Gehn wir in den Garten, atmen Blütenduft zu finden" de Der Vizeadmiral)

## Reconstrucción de la versión original
Tras haber sido interpretada en multitud de versiones, especialmente en la de Steffan y Knefler, el año 1973 Hans-Dieter Roser y Rudolf Bibl reconstruyeron la versión original para el estreno en el Staatstheater de Kassel y editaron los materiales (Verlag Weinberger, 1973).

## Adaptaciones audiovisuales
- 1937: Gasparone, Director: Georg Jacoby (adaptación cinematográfica)
- 1955: Gasparone, Director: Karl Paryla (adaptación cinematográfica)
- 1963: Gasparone, Director: Hans Hollmann (adaptación televisiva)
- 1972: Gasparone, Director: Wolfgang Liebeneiner (adaptación televisiva)

## Registros fonográficos (selección)
- Cantus Classic (1956) con Anny Schlemm, Josef Metternich, Benno Kusche, Herta Talmar y Willy Hofmann. Director: Franz Marszalek.
- EMI (1982) con Anneliese Rothenberger, Günter Wewel, Willi Brokmeier, Hermann Prey, Gerd W. Dieberitz, Martin Finke y Gabriele Fuchs. Director: Heinz Wallberg.
- CPO (2013) con Gerhard Ernst, Roman Martin, Miriam Portmann, Thomas Zisterer, Melanie Scheider. Director: Marius Burkert.